# Reprezentacja Korei Północnej w piłce siatkowej kobiet
Reprezentacja Korei Północnej w piłce siatkowej kobiet – narodowa reprezentacja tego kraju, reprezentująca go na arenie międzynarodowej.

## Osiągnięcia

### Igrzyska olimpijskie
- 3. miejsce – 1972

### Mistrzostwa świata
- 3. miejsce – 1970

## Udział i miejsca w imprezach

### Igrzyska olimpijskie
| Rok  | Kraj           | Miejsce      |
| ---- | -------------- | ------------ |
| 1964 | Tokio          | brak udziału |
| 1968 | Meksyk         | brak udziału |
| 1972 | Monachium      | 3. miejsce   |
| 1976 | Montreal       | brak udziału |
| 1980 | Moskwa         | brak udziału |
| 1984 | Los Angeles    | brak udziału |
| 1988 | Seul           | brak udziału |
| 1992 | Barcelona      | brak udziału |
| 1996 | Atlanta        | brak udziału |
| 2000 | Sydney         | brak udziału |
| 2004 | Ateny          | brak udziału |
| 2008 | Pekin          | brak udziału |
| 2012 | Londyn         | brak udziału |
| 2016 | Rio de Janeiro | ?            |

### Mistrzostwa świata
| Rok  | Kraj           | Miejsce      |
| ---- | -------------- | ------------ |
| 1952 | ZSRR           | brak udziału |
| 1956 | Francja        | 8. miejsce   |
| 1960 | Brazylia       | brak udziału |
| 1962 | ZSRR           | 10. miejsce  |
| 1967 | Japonia        | brak udziału |
| 1970 | Bułgaria       | 3. miejsce   |
| 1974 | Meksyk         | brak udziału |
| 1978 | ZSRR           | brak udziału |
| 1982 | Peru           | brak udziału |
| 1986 | Czechosłowacja | 14. miejsce  |
| 1990 | Chiny          | brak udziału |
| 1994 | Brazylia       | brak udziału |
| 1998 | Japonia        | brak udziału |
| 2002 | Niemcy         | brak udziału |
| 2006 | Japonia        | brak udziału |
| 2010 | Japonia        | brak udziału |
| 2014 | Włochy         | ?            |

### Mistrzostwa Azji
| Rok  | Kraj            | Miejsce      |
| ---- | --------------- | ------------ |
| 1975 | Australia       | brak udziału |
| 1979 | Chiny           | brak udziału |
| 1983 | Japonia         | brak udziału |
| 1987 | Chiny           | brak udziału |
| 1989 | Hongkong        | 5. miejsce   |
| 1991 | Tajlandia       | 4. miejsce   |
| 1993 | Chiny           | brak udziału |
| 1995 | Tajlandia       | brak udziału |
| 1997 | Filipiny        | brak udziału |
| 1999 | Hongkong        | brak udziału |
| 2001 | Tajlandia       | brak udziału |
| 2003 | Wietnam         | brak udziału |
| 2005 | Chiny           | 7. miejsce   |
| 2007 | Tajlandia       | brak udziału |
| 2009 | Wietnam         | brak udziału |
| 2011 | Chińskie Tajpej | 6. miejsce   |

### Igrzyska azjatyckie
| Rok  | Miasto     | Miejsce      |
| ---- | ---------- | ------------ |
| 1962 | Dżakarta   | brak udziału |
| 1966 | Bangkok    | brak udziału |
| 1970 | Bangkok    | brak udziału |
| 1974 | Teheran    | 4. miejsce   |
| 1978 | Bangkok    | 4. miejsce   |
| 1982 | Nowe Delhi | 4. miejsce   |
| 1986 | Seul       | brak udziału |
| 1990 | Pekin      | 4. miejsce   |
| 1994 | Hiroszima  | brak udziału |
| 1998 | Bangkok    | brak udziału |
| 2002 | Pusan      | brak udziału |
| 2006 | Doha       | brak udziału |
| 2010 | Kanton     | 4. miejsce   |
| 2014 | Inczon     | ?            |